# Take Me Home Tour
Anunciada por Liam Payne no BRIT Awards de 2012, a Take Me Home Tour foi a segunda turnê da boy band Britânica One Direction.
O projeto inicial era de ser uma turnê em arenas, com apresentaçoes apenas pelo Reino Unido e Irlanda. No meio de 2012 a turnê se expandiu, adicionando datas na América do Norte e Austrália. A Turnê visitou arenas e estádios por todo mundo tendo seu início em Londres na renomada O2 Arena em Fevereiro de 2013.
A Take Me Home Tour foi um sucesso de vendas, com uma incrível demanda por ingressos, obrigando seus organizadores adicionarem mais datas ao itinerário da turnê. A turnê consistiu em mais de 100 apresentações pela Austrália, Ásia, Europa e América do Norte. No Reino Unido, com apenas um dia de vendas foram vendidos aproximadamente 300,000 ingressos no qual incluem as 6 datas esgotadas na O2 Arena em Londres.
Na Austrália e Nova Zelândia, os ingressos arrecadaram aproximadamente US$15.7 milhões, com todos os 190,000 ingressos para os 18 shows na Oceania esgotados. A Take Me Home Tour ficou em décimo lugar na Pollstar's Year-End Top 20 Worldwide Tours List, tendo uma renda de 114 Milhões de dólares com 129 shows.

## Acontecimentos

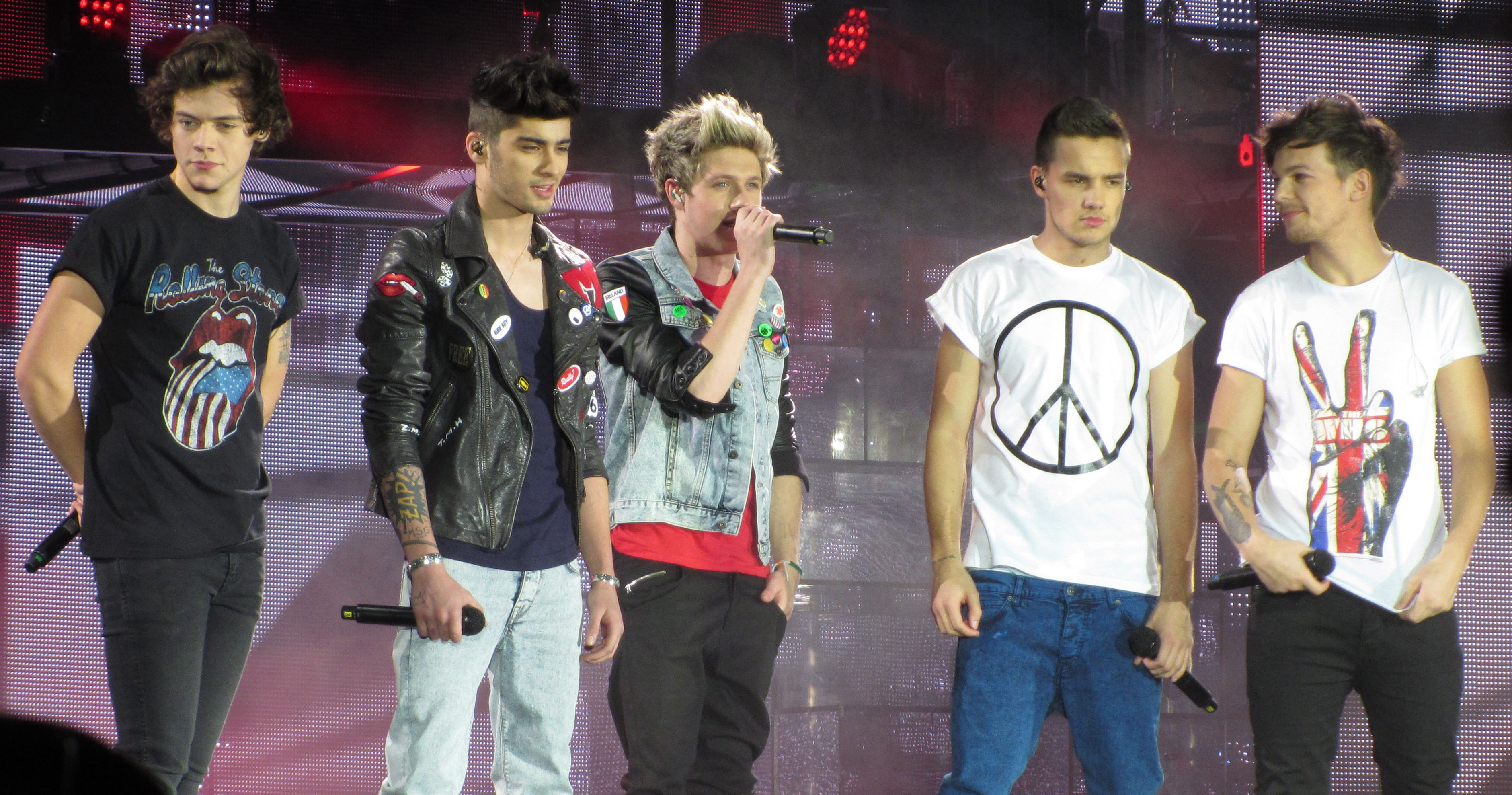
One Direction se apresentando em Glasgow

No dia 21 de Fevereiro de 2012, a One Direction compareceu ao BRIT Awards no qual receberam o prêmio de "Melhor Single Britânico" por What Makes You Beautiful. Durante seu discurso de agradecimento, Liam Payne anunciou que o grupo embarcaria no ano que vem em sua primeira turnê em arenas. Relatos diziam que a turnê teria 15 apresentações em arenas pelo Reino Unido e Irlanda. O site oficial da One Direction confirmou as datas em seguida, com a informação de que os ingressos estariam disponíveis a venda no dia 25 de Fevereiro.
Em 12 de Abril de 2012, o grupo anunciou as datas da parte Norte Americana de sua turnê mundial de 2013. A parte norte americana da turnê está marcada para começar no dia 13 de Junho em Sunrise, na Florida e prevista para acabar em Agosto em Los Angeles. Ingressos para a parte norte americana da turnê começaram a ser vendidos no dia 21 de Abril de 2012, pela Ticketmaster e pela Live Nation.
Niall Horan em uma entrevista para a MTV News disse: "Nossos fãs sao simplesmente os melhores fãs do mundo. O suporte que eles nos vem dando tem sido incrível e eu sou muito grato a cada um deles. Eu e os meninos mal podemos esperar para ver-los este verão no Madison Square Garden e claro, quando começarmos a nossa turnê 2013".
No dia 18 de Abril de 2012, foram anunciadas as primeiras datas da Take Me Home Tour na Oceania. As apresentações estão previstas para o mês de setembro e visitará cidades como Sydney, Melbourne, Adelaide, Perth e Auckland. Os ingressos para essa parte da turnê foram colocados a venda no dia 28 de Abril de 2012, com exceção das apresentações em Perth que começaram a ser vendidas no dia 28 de Junho.
Em Junho de 2012 As datas Européias Foram finalmente anunciadas incluindo shows na França, Portugal, Holanda, Alemanha, Bélgica, Itália, Noruega, Suécia, Suíça e Espanha. Os ingressos foram colocados a venda entre os dias 2 e 5 de Novembro, dependendo do local.

## Atos de Abertura
- Camryn (Europa)[1]
- 5 Seconds of Summer (Reino Unido, America do Norte, Austrália, Nova Zelândia)[2]
- Olly Murs (Japão)[3]

## Setlist
1. "Up All Night"
2. "I Would"
3. "Heart Attack"
4. "More than This"
5. "Loved You First"
6. "One Thing"
7. "C"mon, C"mon"
8. "Change My Mind"
9. "One Way or Another (Teenage Kicks)"
10. "Last First Kiss"
11. "Moments"
12. "Back for You"
13. "Summer Love"
14. "Over Again"
15. "Little Things"
16. "Teenage Dirtbag" (Wheatus cover)
17. "Rock Me"
18. "She's Not Afraid"
19. "Kiss You"
20. "Live While We're Young"
21. "What Makes You Beautiful"

Source:

Notes
- During the show in Stockholm, the group performed "I Want It That Way"[5]
- During the show in Berlin, the group performed "My Heart Will Go On"[6]
- During the show in Lisboa, Portugal, the group performed "I will always love you"
- During the show in San Jose, California and thereafter, the group performed "Best Song Ever" [7]

## Datas
| Europa                     |                  |                  |                                           |                     |
| 23 de Fevereiro de 2013[A] | Londres          | Inglaterra       | The O2 Arena                              | 5 Seconds of Summer |
| 24 de Fevereiro de 2013[A] | Londres          | Inglaterra       | The O2 Arena                              | 5 Seconds of Summer |
| 26 de Fevereiro de 2013    | Glasgow          | Escócia          | Scottish Exhibition and Conference Centre | 5 Seconds of Summer |
| 27 de Fevereiro de 2013    | Glasgow          | Escócia          | Scottish Exhibition and Conference Centre | 5 Seconds of Summer |
| 1 de Março de 2013         | Cardiff          | País de Gales    | Motorpoint Arena Cardiff                  | 5 Seconds of Summer |
| 2 de Março de 2013[A]      | Cardiff          | País de Gales    | Motorpoint Arena Cardiff                  | 5 Seconds of Summer |
| 5 de Março de 2013         | Dublin           | Irlanda          | The O2                                    | 5 Seconds of Summer |
| 6 de Março de 2013         | Dublin           | Irlanda          | The O2                                    | 5 Seconds of Summer |
| 7 de Março de 2013         | Belfast          | Irlanda do Norte | Odyssey Arena                             | 5 Seconds of Summer |
| 8 de Março de 2013         | Belfast          | Irlanda do Norte | Odyssey Arena                             | 5 Seconds of Summer |
| 10 de Março de 2013        | Belfast          | Irlanda do Norte | Odyssey Arena                             | 5 Seconds of Summer |
| 11 de Março de 2013        | Belfast          | Irlanda do Norte | Odyssey Arena                             | 5 Seconds of Summer |
| 12 de Março de 2013        | Dublin           | Irlanda          | The O2                                    | 5 Seconds of Summer |
| 13 de Março de 2013        | Dublin           | Irlanda          | The O2                                    | 5 Seconds of Summer |
| 15 de Março de 2013[A]     | Manchester       | Inglaterra       | Manchester Arena                          | 5 Seconds of Summer |
| 16 de Março de 2013        | Manchester       | Inglaterra       | Manchester Arena                          | 5 Seconds of Summer |
| 17 de Março de 2013        | Liverpool        | Inglaterra       | Echo Arena Liverpool                      | 5 Seconds of Summer |
| 19 de Março de 2013        | Sheffield        | Inglaterra       | Motorpoint Arena Sheffield                | 5 Seconds of Summer |
| 20 de Março de 2013        | Nottingham       | Inglaterra       | Capital FM Arena                          | 5 Seconds of Summer |
| 22 de Março de 2013        | Birmingham       | Inglaterra       | LG Arena                                  | 5 Seconds of Summer |
| 23 de Março 2013[A]        | Birmingham       | Inglaterra       | LG Arena                                  | 5 Seconds of Summer |
| 31 de Março de 2013        | Liverpool        | Inglaterra       | Echo Arena Liverpool                      | 5 Seconds of Summer |
| 1 de Abril de 2013         | Londres          | Inglaterra       | The O2 Arena                              | 5 Seconds of Summer |
| 2 de Abril de 2013[A]      | Londres          | Inglaterra       | The O2 Arena                              | 5 Seconds of Summer |
| 4 de Abril de 2013         | Londres          | Inglaterra       | The O2 Arena                              | 5 Seconds of Summer |
| 5 de Abril de 2013         | Londres          | Inglaterra       | The O2 Arena                              | 5 Seconds of Summer |
| 6 de Abril de 2013         | Londres          | Inglaterra       | The O2 Arena                              | 5 Seconds of Summer |
| 8 de Abril de 2013         | Newcastle        | Inglaterra       | Metro Radio Arena                         | 5 Seconds of Summer |
| 9 de Abril de 2013         | Newcastle        | Inglaterra       | Metro Radio Arena                         | 5 Seconds of Summer |
| 10 de Abril de 2013        | Newcastle        | Inglaterra       | Metro Radio Arena                         | 5 Seconds of Summer |
| 12 de Abril de 2013        | Glasgow          | Escócia          | Scottish Exhibition and Conference Centre | 5 Seconds of Summer |
| 13 de Abril de 2013        | Sheffield        | Inglaterra       | Motorpoint Arena Sheffield                | 5 Seconds of Summer |
| 14 de Abril de 2013        | Sheffield        | Inglaterra       | Motorpoint Arena Sheffield                | 5 Seconds of Summer |
| 16 de Abril de 2013        | Nottingham       | Inglaterra       | Capital FM Arena                          | 5 Seconds of Summer |
| 17 de Abril de 2013        | Birmingham       | Inglaterra       | LG Arena                                  | 5 Seconds of Summer |
| 19 de Abril de 2013        | Manchester       | Inglaterra       | Manchester Arena                          | 5 Seconds of Summer |
| 20 de Abril de 2013        | Manchester       | Inglaterra       | Manchester Arena                          | 5 Seconds of Summer |
| 29 de Abril de 2013        | Paris            | França           | Palais Omnisports de Paris-Bercy          | Camryn              |
| 30 de Abril de 2013        | Metz             | França           | Galaxie Amnéville                         | Camryn              |
| 1 de Maio de 2013          | Antwerp          | Bélgica          | Sportpaleis                               | Camryn              |
| 3 de Maio de 2013          | Amsterdam        | Holanda          | Ziggo Dome                                | Camryn              |
| 4 de Maio de 2013          | Oberhausen       | Alemanha         | König Pilsener Arena                      | Camryn              |
| 5 de Maio de 2013          | Herning          | Dinamarca        | Jyske Bank Boxen                          | Camryn              |
| 7 de Maio de 2013          | Bærum            | Noruega          | Telenor Arena                             | Camryn              |
| 8 de Maio de 2013          | Stockholm        | Suécia           | Friends Arena                             | Camryn              |
| 10 de Maio de 2013         | Copenhagen       | Dinamarca        | Forum Arena                               | Camryn              |
| 11 de Maio de 2013         | Berlim           | Alemanha         | O2 World Berlin                           | Camryn              |
| 12 de Maio de 2013         | Hamburg          | Alemanha         | O2 World Hamburg                          | Camryn              |
| 16 de Maio de 2013         | Zurique          | Suíça            | Hallenstadion                             | Camryn              |
| 17 de Maio de 2013         | Munich           | Alemanha         | Olympiahalle                              | Camryn              |
| 19 de Maio de 2013         | Verona           | Italia           | Verona Arena                              | Camryn              |
| 20 de Maio de 2013         | Milão            | Italia           | Mediolanum Forum                          | Camryn              |
| 22 May 2013                | Barcelona        | Espanha          | Palau Municipal d'Esports                 | Camryn              |
| 24 de Maio de 2013         | Madrid           | Espanha          | Palacio Vistalegre                        | Camryn              |
| 25 de Maio de 2013         | Madrid           | Espanha          | Palacio Vistalegre                        | Camryn              |
| 26 de Maio de 2013         | Lisboa           | Portugal         | MEO Arena                                 | Camryn              |
| América do Norte           |                  |                  |                                           |                     |
| 8 de Junho de 2013         | Cidade do México | México           | Foro Sol                                  | JetLag              |
| 9 de Junho de 2013         | Cidade do México | México           | Foro Sol                                  | JetLag              |
| 13 de Junho de 2013        | Sunrise          | Estados Unidos   | BB&T Center                               | 5 Seconds of Summer |
| 14 de Junho de 2013        | Miami            | Estados Unidos   | American Airlines Arena                   | 5 Seconds of Summer |
| 16 de Junho de 2013        | Louisville       | Estados Unidos   | KFC Yum! Center                           | 5 Seconds of Summer |
| 18 de Junho de 2013        | Columbus         | Estados Unidos   | Nationwide Arena                          | 5 Seconds of Summer |
| 19 de Junho de 2013        | Nashville        | Estados Unidos   | Bridgestone Arena                         | 5 Seconds of Summer |
| 21 de Junho de 2013        | Atlanta          | Estados Unidos   | Philips Arena                             | 5 Seconds of Summer |
| 22 de Junho de 2013        | Raleigh          | Estados Unidos   | PNC Arena                                 | 5 Seconds of Summer |
| 23 de Junho de 2013        | Washington, D.C. | Estados Unidos   | Verizon Center                            | 5 Seconds of Summer |
| 25 de Junho de 2013        | Philadelphia     | Estados Unidos   | Wells Fargo Center                        | 5 Seconds of Summer |
| 26 de Junho de 2013        | Mansfield        | Estados Unidos   | Comcast Center                            | 5 Seconds of Summer |
| 28 de Junho de 2013        | Wantagh          | Estados Unidos   | Nikon at Jones Beach Theater              | 5 Seconds of Summer |
| 29 de Junho de 2013        | Wantagh          | Estados Unidos   | Nikon at Jones Beach Theater              | 5 Seconds of Summer |
| 2 de Julho de 2013         | East Rutherford  | Estados Unidos   | Izod Center                               | 5 Seconds of Summer |
| 4 de Julho de 2013         | Montreal         | Canadá           | Bell Centre                               | 5 Seconds of Summer |
| 5 de Julho de 2013         | Hershey          | Estados Unidos   | Hersheypark Stadium                       | 5 Seconds of Summer |
| 6 de Julho de 2013         | Hershey          | Estados Unidos   | Hersheypark Stadium                       | 5 Seconds of Summer |
| 8 de Julho de 2013         | Pittsburgh       | Estados Unidos   | Consol Energy Center                      | 5 Seconds of Summer |
| 9 de Julho de 2013         | Toronto          | Canadá           | Air Canada Centre                         | 5 Seconds of Summer |
| 10 de Julho de 2013        | Toronto          | Canadá           | Air Canada Centre                         | 5 Seconds of Summer |
| 12 de Julho de 2013        | Auburn Hills     | Estados Unidos   | The Palace of Auburn Hills                | 5 Seconds of Summer |
| 13 de Julho de 2013        | Tinley Park      | Estados Unidos   | First Midwest Bank Amphitheatre           | 5 Seconds of Summer |
| 14 de Julho de 2013        | Tinley Park      | Estados Unidos   | First Midwest Bank Amphitheatre           | 5 Seconds of Summer |
| 18 de Julho de 2013        | Minneapolis      | Estados Unidos   | Target Center                             | 5 Seconds of Summer |
| 19 de Julho de 2013        | Kansas City      | Estados Unidos   | Sprint Center                             | 5 Seconds of Summer |
| 21 de Julho de 2013        | Houston          | Estados Unidos   | Toyota Center                             | 5 Seconds of Summer |
| 22 de Julho de 2013        | Dallas           | Estados Unidos   | American Airlines Center                  | 5 Seconds of Summer |
| 24 de Julho de 2013        | Denver           | Estados Unidos   | Pepsi Center                              | 5 Seconds of Summer |
| 25 de Julho de 2013        | West Valley City | Estados Unidos   | Maverik Center                            | 5 Seconds of Summer |
| 27 de Julho de 2013        | Vancouver        | Canadá           | Rogers Arena                              | 5 Seconds of Summer |
| 28 de Julho de 2013        | Seattle          | Estados Unidos   | KeyArena                                  | 5 Seconds of Summer |
| 30 de Julho de 2013        | San Jose         | Estados Unidos   | SAP Center at San Jose                    | 5 Seconds of Summer |
| 31 de Julho de 2013        | Oakland          | Estados Unidos   | Oracle Arena                              | 5 Seconds of Summer |
| 2 de Agosto de 2013        | Las Vegas        | Estados Unidos   | Mandalay Bay Events Center                | 5 Seconds of Summer |
| 3 de Agosto de 2013        | Las Vegas        | Estados Unidos   | Mandalay Bay Events Center                | 5 Seconds of Summer |
| 4 de Agosto de 2013        | Chula Vista      | Estados Unidos   | Sleep Train Amphitheatre                  | 5 Seconds of Summer |
| 7 de Agosto de 2013        | Los Angeles      | Estados Unidos   | Staples Center                            | 5 Seconds of Summer |
| 8 de Agosto de 2013        | Los Angeles      | Estados Unidos   | Staples Center                            | 5 Seconds of Summer |
| 9 de Agosto de 2013        | Los Angeles      | Estados Unidos   | Staples Center                            | 5 Seconds of Summer |
| 10 de Agosto de 2013       | Los Angeles      | Estados Unidos   | Staples Center                            | 5 Seconds of Summer |
| Austrália                  |                  |                  |                                           | 5 Seconds of Summer |
| 23 de Setembro de 2013     | Adelaide         | Austrália        | Adelaide Entertainment Centre             | 5 Seconds of Summer |
| 24 de Setembro de 2013     | Adelaide         | Austrália        | Adelaide Entertainment Centre             | 5 Seconds of Summer |
| 25 de Setembro de 2013     | Adelaide         | Austrália        | Adelaide Entertainment Centre             | 5 Seconds of Summer |
| 28 September 2013          | Perth            | Austrália        | Perth Arena                               | 5 Seconds of Summer |
| 29 de Setembro de 2013     | Perth            | Austrália        | Perth Arena                               | 5 Seconds of Summer |
| 2 de Outubro de 2013       | Melbourne        | Austrália        | Rod Laver Arena                           | 5 Seconds of Summer |
| 3 de Outubro de 2013[A]    | Melbourne        | Austrália        | Rod Laver Arena                           | 5 Seconds of Summer |
| 5 de Outubro de 2013       | Sydney           | Austrália        | Allphones Arena                           | 5 Seconds of Summer |
| 6 de Outubro de 2013       | Sydney           | Austrália        | Allphones Arena                           | 5 Seconds of Summer |
| 10 de Outubro de 2013      | Christchurch     | Nova Zelândia    | CBS Canterbury Arena                      | 5 Seconds of Summer |
| 12 de Outubro de 2013      | Auckland         | Nova Zelândia    | Vector Arena                              | 5 Seconds of Summer |
| 13 de Outubro de 2013      | Auckland         | Nova Zelândia    | Vector Arena                              | 5 Seconds of Summer |
| 16 de Outubro de 2013      | Melbourne        | Austrália        | Rod Laver Arena                           | 5 Seconds of Summer |
| 17 de Outubro de 2013      | Melbourne        | Austrália        | Rod Laver Arena                           | 5 Seconds of Summer |
| 19 de Outubro de 2013      | Brisbane         | Austrália        | Brisbane Entertainment Centre             | 5 Seconds of Summer |
| 20 de Outubro de 2013      | Brisbane         | Austrália        | Brisbane Entertainment Centre             | 5 Seconds of Summer |
| 21 de Outubro de 2013      | Brisbane         | Austrália        | Brisbane Entertainment Centre             | 5 Seconds of Summer |
| 23 de Outubro de 2013      | Sydney           | Austrália        | Allphones Arena                           | 5 Seconds of Summer |
| 24 de Outubro de 2013      | Sydney           | Austrália        | Allphones Arena                           | 5 Seconds of Summer |
| 25 de Outubro de 2013      | Sydney           | Austrália        | Allphones Arena                           | 5 Seconds of Summer |
| 26 de Outubro de 2013      | Sydney           | Austrália        | Allphones Arena                           | 5 Seconds of Summer |
| 28 de Outubro de 2013      | Melbourne        | Austrália        | Rod Laver Arena                           | 5 Seconds of Summer |
| 29 de Outubro de 2013      | Melbourne        | Austrália        | Rod Laver Arena                           | 5 Seconds of Summer |
| 30 de Outubro de 2013      | Melbourne        | Austrália        | Rod Laver Arena                           | 5 Seconds of Summer |
| Ásia                       |                  |                  |                                           | 5 Seconds of Summer |
| 2 de Novembro de 2013      | Tokyo            | Japão            | Makuhari Messe                            | Olly Murs           |
| 3 de Novembro de 2013      | Tokyo            | Japão            | Makuhari Messe                            | Olly Murs           |

Festivais e Outros Tipos de Apresentações
A Matinês

### Box office
| Local                         | Cidade           | Ingressos Vendidos / Disponíveis | Renda       |
| ----------------------------- | ---------------- | -------------------------------- | ----------- |
| The O2 Arena                  | Londres          | 157,145 / 161,487 (97%)          | $7,867,850  |
| Manchester Arena              | Manchester       | 71,296 / 72,253 (99%)            | $2,938,934  |
| Sportpaleis                   | Antwerp          | 15,137 / 15,137 (100%)           | $858,609    |
| O2 World                      | Berlim           | 11,861 / 11,861 (100%)           | $572,947    |
| O2 World Hamburg              | Hamburg          | 10,724 / 13,693 (78%)            | $537,563    |
| Hallenstadion                 | Zurique          | 13,000 / 13,000 (100%)           | $962,535    |
| Foro Sol                      | Cidade do México | 107,317 / 108,050 (99%)          | $6,268,801  |
| American Airlines Arena       | Miami            | 13,838 / 13,838 (100%)           | $938,729    |
| Bridgestone Arena             | Nashville        | 13,422 / 13,422 (100%)           | $1,001,309  |
| Philips Arena                 | Atlanta          | 14,264 / 14,264 (100%)           | $917,424    |
| Verizon Center                | Washington, D.C. | 13,992 / 13,992 (100%)           | $1,020,134  |
| Wells Fargo Center            | Philadelphia     | 14,827 / 14,827 (100%)           | $1,072,787  |
| Izod Center                   | East Rutherford  | 14,671 / 14,671 (100%)           | $1,021,706  |
| Bell Centre                   | Montreal         | 14,573 / 14,573 (100%)           | $1,015,610  |
| Target Center                 | Minneapolis      | 13,655 / 13,655 (100%)           | $1,003,558  |
| Air Canada Centre             | Toronto          | 29,424 / 29,424 (100%)           | $1,090,180  |
| Oracle Arena                  | Oakland          | 13,394 / 13,394 (100%)           | $987,479    |
| Staples Center                | Los Angeles      | 57,363 / 57,363 (100%)           | $3,998,657  |
| Brisbane Entertainment Centre | Brisbane         | 30,405 / 30,831 (99%)            | $2,729,520  |
| Allphones Arena               | Sydney           | 79,914 / 80,532 (99%)            | $6,724,970  |
| Rod Laver Arena               | Melbourne        | 94,457 / 97,376 (100%)           | $7,265,050  |
| Perth Arena                   | Perth            | 26,986 / 27,186 (99%)            | $2,360,820  |
| TOTAL                         | TOTAL            | 824,843 / 835,428 (99%)          | $52,582,225 |